# Ćwierćdolarówki z 50 amerykańskimi stanami

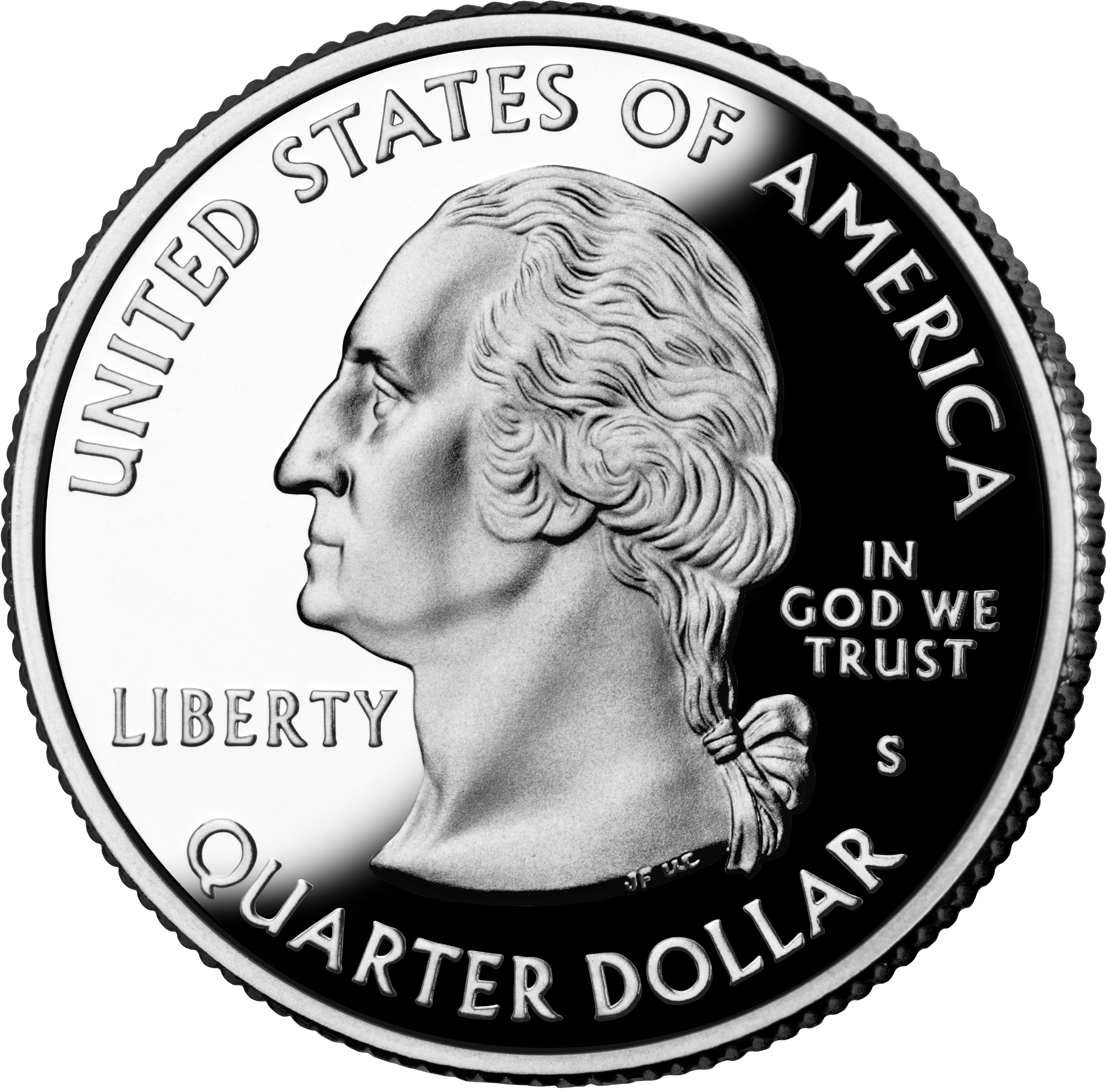
Awers dwudziestopięciocentówek stanowych

Ćwierćdolarówki z 50 amerykańskimi stanami – seria monet dwudziestopięciocentowych emitowana przez Mennicę Stanów Zjednoczonych. Seria ta była bita w latach 1999-2008, z pięćdziesięciu różnymi wzorami na rewersie i jednym wspólnym wzorem z podobizną pierwszego prezydenta Jerzego Waszyngtona na awersie.
Program emisyjny miał stać się pomocą w zainteresowaniu numizmatyką nowej generacji obywateli. Cieszył się wielkim sukcesem i okazał się najlepszym tego typu programem w historii kraju: połowa obywateli Stanów Zjednoczonych zbierała emitowane w tej serii ćwierćdolarówki, zarówno poprzez stały abonament, jak i przypadkowo kolekcjonując monety znajdujące się w obiegu. Bank federalny zarobił 4,6 miliarda dolarów dzięki tzw. rencie emisyjnej.

## Historia
Projekt programu emisyjnego zrodził się podczas zebrań Obywatelskiego Komitetu Doradczego ds Monet Okolicznościowych (ang. Citizens Commemorative Coin Advisory Committee), który ukonstytuował się w grudniu 1993. Komitet zatwierdził monetę obiegową w 1995. Projekt spotkał się z życzliwym przyjęciem kongresmena Michaela N. Castle'a, który promował ustawę emisyjną w kongresie. Program emisyjny został zatwierdzony przez prezydenta Billa Clintona 1 grudnia 1997. Pierwsza moneta z serii, upamiętniająca stan Delaware, weszła do obiegu w 1999. 51% monet z tej serii było wybitych w mennicy w Filadelfii, zaś pozostałe w mennicy w Denver.

## Projekt emisyjny
Program zakładał emisję pięciu monet na rok. Symbole konkretnego stanu miały znaleźć się na rewersie monet. Element związany z tradycją lub historią stanu miał być zaprojektowany, jeśli to tylko było możliwe, przez artystę mieszkającego na jego terenie. Każdy z projektów zatwierdzały władze stanowe. Sekwencja emisyjna miała odzwierciedlać kolejność przystępowania stanów do unii.
Pod koniec 2008 ukończono emisję wszystkich monet z serii. Wybito w sumie 34 797 600 000 monet. Na każdy ze stanów przypadło średnio 695 952 000 sztuk. Najwięcej monet wybito dla upamiętnienia stanu Virginia – 1 594 616 000, najmniej dla upamiętnienia Oklahomy – 416 600 000. Współczynnik różnicy wyniósł 3,83. Podobną liczbę monet wybito dla stanów Missouri i Wisconsin – około 453 200 000 monet.

## Emisja w latach 1999–2008
| Stan                | Data emisji (Data przystąpienia do unii) | Liczba        | Rewers                                            | Symbol | Grawer            |
| ------------------- | ---------------------------------------- | ------------- | ------------------------------------------------- | --- | ----------------- |
| Delaware            | 1 stycznia 1999 (7 grudnia 1787)         | 774 824 000   | dwudziestopięciocentówka Delaware                 | Caesar Rodney na koniu Napisy: „The First State”, „Caesar Rodney” | William Cousins   |
| Pensylwania         | 8 marca 1999 (12 grudnia 1787)           | 707 332 000   | dwudziestopięciocentówka Pennsylwanii             | Statua Unii, zarys stanu, zwornik Napis: „Virtue, Liberty, Independence” | John Mercanti     |
| New Jersey          | 17 maja 1999 (18 grudnia 1787)           | 662 228 000   | dwudziestopięciocentówka New Jersey               | George Washington przekraczający Delaware według obrazu Emanuela Leutze Napis: „Crossroads of the Revolution”                                                               | Alfred Maletsky   |
| Georgia             | 19 lipca 1999 (2 stycznia 1788)          | 939 932 000   | dwudziestopięciocentówka Georgii                  | Brzoskwinia, gałązki dębu wirginijskiego Quercus virginiana (drzewo stanowe), zarys stanu Szarfa z napisem: „Wisdom, Justice, Moderation” (motto stanu)                     | T. James Ferrell  |
| Connecticut         | 12 października 1999 (9 stycznia 1788)   | 1 346 624 000 | dwudziestopięciocentówka Connecticut              | Charter Oak (Dąb biały) Napis: „The Charter Oak” | T. James Ferrell  |
| Massachusetts       | 3 stycznia 2000 (6 lutego 1788)          | 1 163 784 000 | dwudziestopięciocentówka Massachusetts            | Statua minutemana i zarys stanu Napis: „The Bay State” | Thomas D. Rodgers |
| Maryland            | 13 marca 2000 (28 kwietnia 1788)         | 1 234 732 000 | dwudziestopięciocentówka Maryland                 | Kopuła Maryland State House w Annapolis, gałązki dębu białego (drzewo stanowe) Napis: „The Old Line State”                                                                  | Thomas D. Rodgers |
| Karolina Południowa | 22 maja 2000 (23 maja 1788)              | 1 308 784 000 | dwudziestopięciocentówka Karoliny Południowej     | Sabal palmetto (drzewo stanowe), strzyżyk karoliński (ptak stanowy), Gelsemium sempervirens (kwiat stanowy), zarys stanu Napis: „The Palmetto State”                        | Thomas D. Rodgers |
| New Hampshire       | 7 sierpnia 2000 (21 czerwca 1788)        | 1 169 016 000 | dwudziestopięciocentówka New Hampshire            | Old Man of the Mountain (nieistniejąca formacja skalna w Górach Białych), dziewięć gwiazd Napisy: „Old Man of the Mountain” i „Live Free or Die”                            | William Cousins   |
| Wirginia            | 16 października 2000 (25 czerwca 1788)   | 1 594 616 000 | dwudziestopięciocentówka Wirginii                 | Statki: Susan Constant, Godspeed oraz Discovery Napisy: „Jamestown 1607-2007” i „Quadricentennial”                                                                          | Edgar Z. Steever  |
| Nowy Jork           | 2 stycznia 2001 (26 lipca 1788)          | 1 275 040 000 | dwudziestopięciocentówka Nowego Jorku             | Statua Wolności, jedenaście gwiazd, zarys stanu z zaznaczonymi: rzeką Hudson oraz kanałem Erie Napis: „Gateway to Freedom”                                                  | Alfred Maletsky   |
| Karolina Północna   | 12 marca 2001 (21 listopada 1789)        | 1 055 476 000 | dwudziestopięciocentówka Karoliny Północnej       | Bracia Wright Napis: „First Flight” | John Mercanti     |
| Rhode Island        | 21 maja 2001 (29 maja 1790)              | 870 100 000   | dwudziestopięciocentówka Rhode Island             | Regaty o Puchar Ameryki: jacht Reliance w Narragansett Bay z mostem Claiborne Pell Newport Bridge Napis: „The Ocean State”                                                  | Thomas D. Rodgers |
| Vermont             | 6 sierpnia 2001 (4 marca 1791)           | 882 804 000   | dwudziestopięciocentówka stanu Vermont            | Zbieranie soku z klonów cukrowych, góra Camel's Hump Napis: „Freedom and Unity”                                                                                             | T. James Ferrell  |
| Kentucky            | 15 października 2001 (1 czerwca 1792)    | 723 564 000   | dwudziestopięciocentówka stanu Kentucky           | Folblutem za ogrodzeniem, Federal Hill w Bardstown Napis: „My Old Kentucky Home”                                                                                            | T. James Ferrell  |
| Tennessee           | 2 stycznia 2002 (1 czerwca 1796)         | 648 068 000   | dwudziestopięciocentówka stanu Tennessee          | Skrzypki, trąbka, gitara i partytura oraz trzy gwazdy Wstęga z napisem: „Musical Heritage”                                                                                  | Donna Weaver      |
| Ohio                | 18 marca 2002 (1 marca 1803)             | 632 032 000   | dwudziestopięciocentówka stanu Ohio               | Lot Flyer I, kosmonauta (Neil Armstrong, ur. w Wapakoneta), zarys stanu Napis: „Birthplace of Aviation Pioneers”                                                            | Donna Weaver      |
| Luizjana            | 30 maja 2002 (30 kwietnia 1812)          | 764 204 000   | dwudziestopięciocentówka Luizjany                 | Pelikan brunatny (ptak stanowy), trąbka z nutami, zarys Zakupu Luizjany z konturem USA w tle Napis: „Louisiana Purchase”                                                    | John Mercanti     |
| Indiana             | 8 sierpnia 2002 (11 grudnia 1816)        | 689 800 000   | dwudziestopięciocentówka Indiany                  | Indy Racing League, zarys stanu i 19 gwiazd Napis: „Crossroads of America”                                                                                                  | Donna Weaver      |
| Missisipi           | 15 października 2002 (10 grudnia 1817)   | 579 600 000   | dwudziestopięciocentówka Missisipi                | Dwa rozwinięte kwiaty magnolii (kwiat stanowy) Napis: „The Magnolia State”                                                                                                  | Donna Weaver      |
| Illinois            | 2 stycznia 2003 (3 grudnia 1818)         | 463 200 000   | dwudziestopięciocentówka stanu Illinois           | Młody Abraham Lincoln, widok farmy, panorama Chicago, zarys stanu i 21 gwiazd Napisy: „Land of Lincoln”, „21st state/century”                                               | Donna Weaver      |
| Alabama             | 17 marca 2003 (14 grudnia 1819)          | 457 400 000   | dwudziestopięciocentówka Alabamy                  | Siedząca Helen Keller, gałązka sosny długoigielnej (drzewo stanowe), kwiat magnolii Wstęga z napisem: „Spirit of Courage” oraz napisy „Helen Keller” (drukowany i Braillem) | Norman E. Nemeth  |
| Maine               | 2 czerwca 2003 (15 marca 1820)           | 448 800 000   | dwudziestopięciocentówka stanu Maine              | Latarnia Pemaquid Point w Bristolu, szkuner Victory Chimes na morzu | Donna Weaver      |
| Missouri            | 4 sierpnia 2003 (10 sierpnia 1821)       | 453 200 000   | dwudziestopięciocentówka stanu Missouri           | Gateway Arch, Lewis i Clark płynący Missouri Napis: „Corps of Discovery 1804-2004”                                                                                          | Alfred Maletsky   |
| Arkansas            | 20 października 2003 (15 czerwca 1836)   | 457 800 000   | dwudziestopięciocentówka stanu Arkansas           | Diament (klejnot stanowy), łodygi ryżu, krzyżówka wzlatująca nad taflą | John Mercanti     |
| Michigan            | 26 stycznia 2004 (16 stycznia 1837)      | 459 600 000   | dwudziestopięciocentówka stanu Michigan           | Zarys stanu i systemu Wielkich Jezior Północnoamerykańskich Napis: „Great Lakes State”                                                                                      | Donna Weaver      |
| Floryda             | 29 marca 2004 (3 marca 1845)             | 481 800 000   | dwudziestopięciocentówka Florydy                  | Hiszpański galeon, Sabal palmetto (drzewo stanowe), prom kosmiczny Napis: „Gateway to Discovery”                                                                            | T. James Ferrell  |
| Teksas              | 1 czerwca 2004 (29 grudnia 1845)         | 541 800 000   | dwudziestopięciocentówka stanu Teksas             | Zarys stanu, gwiazda, owalna linia Napis: „The Lone Star State” | Norman E. Nemeth  |
| Iowa                | 30 sierpnia 2004 (28 grudnia 1846)       | 465 200 000   | dwudziestopięciocentówka stanu Iowa               | Szkoła, nauczycielka i dzieci sadzące drzewo Napisy: „Foundation in Education” i „Grant Wood”                                                                               | John Mercanti     |
| Wisconsin           | 25 października 2004 (29 maja 1848)      | 453 200 000   | dwudziestopięciocentówka stanu Wisconsin          | Głowa krowy, okrągły ser, kolba kukurydzy (zboże stanowe) Wstęga z napisem: „Forward”                                                                                       | Alfred Maletsky   |
| Kalifornia          | 31 stycznia 2005 (9 września 1850)       | 520 400 000   | dwudziestopięciocentówka stanu Kalifornia         | John Muir, kondor kalifornijski, szczyt Half Dome Napisy: „John Muir” oraz „Yosemite Valley”                                                                                | Don Everhart      |
| Minnesota           | 4 kwietnia 2005 (11 maja 1858)           | 488 000       | dwudziestopięciocentówka Minnesoty                | Nur lodowiec (ptak stanowy), wędkarstwo, mapa stanu Napis: „Land of 10,000 Lakes”                                                                                           | Charles Vickers   |
| Oregon              | 6 czerwca 2005 (14 lutego 1859)          | 720 200 000   | dwudziestopięciocentówka Oregonu                  | Park Narodowy Jeziora Kraterowego Napis: „Crater Lake” | Donna Weaver      |
| Kansas              | 29 sierpnia 2005 (29 stycznia 1861)      | 563 400 000   | dwudziestopięciocentówka Kansas                   | Bizon amerykański (ssak stanowy), słonecznik zwyczajny (kwiat stanowy) | Norman Nemeth     |
| Wirginia Zachodnia  | 14 października 2005 (20 czerwca 1863)   | 721 600 000   | dwudziestopięciocentówka stanu Wirginia Zachodnia | New River Gorge Bridge Napis: „New River Gorge” | John Mercanti     |
| Nevada              | 31 stycznia 2006 (31 października 1864)  | 589 800 000   | dwudziestopięciocentówka Nevady                   | Mustangi, góry, wschodzące słońce, Artemisia tridentata (kwiat stanowy) Wstęga z napisem: „The Silver State”                                                                | Don Everhart      |
| Nebraska            | 3 kwietnia 2006 (1 marca 1867)           | 591 000       |                                                   | Formacja skalna Chimney Rock, Conestoga wagon Napis: „Chimney Rock” | Charles Vickers   |
| Kolorado            | 14 czerwca 2006 (1 sierpnia 1876)        | 569 000       |                                                   | Longs Peak Wstęga z napisem: „Colorful Colorado” | Norman Nemeth     |
| Dakota Północna     | 28 sierpnia 2006 (2 listopada 1889)      | 664 800 000   |                                                   | Bizony, badlandy | Donna Weaver      |
| Dakota Południowa   | 6 listopada 2006 (2 listopada 1889)      | 510 800 000   |                                                   | Mount Rushmore, bażant (ptak stanowy), pszenica (zboże stanowe) | John Mercanti     |
| Montana             | 29 stycznia 2007 (8 listopada 1889)      | 513 240 000   |                                                   | Czaszka bizona w centrum z górami i rzeką Missouri w tle Napis: „Big Sky Country”                                                                                           | Don Everhart      |
| Waszyngton          | 11 kwietnia 2007 (11 listopada 1889)     | 545 200 000   |                                                   | Łosoś skaczący z wody z Mount Rainier w tle Napis: „The Evergreen State” | Charles Vickers   |
| Idaho               | 5 czerwca 2007 (3 lipca 1890)            | 581 400 000   |                                                   | Sokół wędrowny, wypełniony zarys stanu z gwiazdą Łaciński napis: „Esto perpetua”                                                                                            | Charles Vickers   |
| Wyoming             | 4 września 2007 (10 lipca 1890)          | 564 400 000   |                                                   | Ujeżdżacz koni Napis: „The Equality State” | Norman E. Nemeth  |
| Utah                | 5 listopada 2007 (4 stycznia 1896)       | 508 200 000   | dwudziestopięciocentówka stanu Utah               | Golden spike i ukończenie Pierwszej Kolei Transkontynentalnej Napis: „Crossroads of the West”                                                                               | Joseph Menna      |
| Oklahoma            | 28 stycznia 2008 (16 listopada 1907)     | 416 600 000   | dwudziestopięciocentówka Oklahomy                 | Tyrannus forficatus (ptak stanowy) z Gaillardia pulchella (dziki kwiat stanowy) w tle                                                                                       | Phebe Hemphill    |
| Nowy Meksyk         | 7 kwietnia 2008 (6 stycznia 1912)        | 488 600 000   | dwudziestopięciocentówka stanu Nowy Meksyk        | Zarys stanu, słoneczny symbol ludu Zia Napis: „Land of Enchantment” | Don Everhart      |
| Arizona             | 2 czerwca 2008 (14 lutego 1912)          | 509 600 000   | dwudziestopięciocentówka Arizony                  | Kanion Kolorado, karnegia olbrzymia Napis: „Grand Canyon State” | Joseph Menna      |
| Alaska              | 23 sierpnia 2008 (3 stycznia 1959)       | 505 800 000   | dwudziestopięciocentówka Alaski                   | Grizli z łososiem (rybą stanową) oraz Gwiazda Polarna Napis: „The Great Land”                                                                                               | Charles Vickers   |
| Hawaje              | 3 listopada 2008 (21 sierpnia 1959)      | 517 600 000   | dwudziestopięciocentówka stanu Hawaje             | Statua króla Kamehamehy I z zarysem stanu Motto stanu: „Ua Mau ke Ea o ka ʻĀina i ka Pono”                                                                                  | Don Everhart      |

## Wartość kolekcjonerska
Podczas gdy liczba wybitych ćwierćdolarówek jest tak różnorodna – monet Wirginii jest prawie dwadzieścia razy więcej niż wybitych w następnej serii monety upamiętniającej Mariany Północne – żadna z tych obiegowych monet nie stała się na tyle rzadką, by osiągnąć znaczącą wartość kolekcjonerską.
Zainteresowanie kolekcjonerów wzbudziła moneta upamiętniająca stan Wisconsin z błędami powstałymi przy biciu monety w mennicy. Niektóre monety posiadają kolbę kukurydzy bez mniejszych liści, niektóre mają listek zakrzywiony ku górze, podczas gdy inne mają liście skierowane ku dołowi.
W 2005 wybito ćwierćdolarówki stanu Minnesota z dodatkowymi drzewami. W 2006 pojawiły się monety upamiętniające Kansas ze zgarbionym bizonem. Istnieją też monety Kansas z brakującą literą „T” w napisie, co w efekcie dało wezwanie: „IN GOD WE RUST”.